# Skalní komín

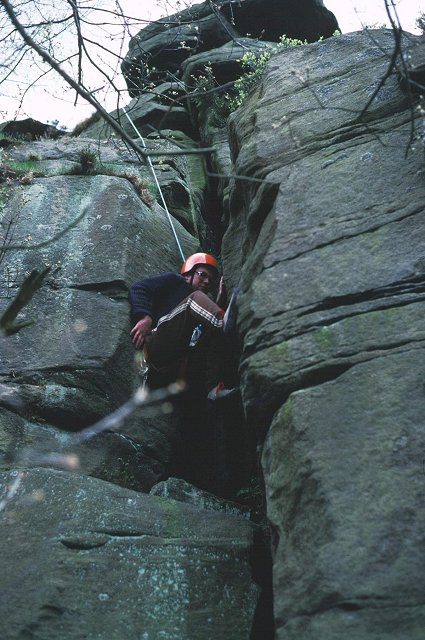
"Komínování" ve skalní oblasti Gardom's Edge u obce Baslow, hrabství Derbyshire, Spojené království

Skalní komín je geomorfologický termín pro úzký volný prostor, ohraničený svislými skalními stěnami. Shodné pojmenování tohoto geomorfologického tvaru se používá též v horolezecké terminologii. Horolezci tyto skalní komíny zdolávají pomocí speciální lezecké techniky, slangově označované jako "komínování" (anglicky chimneying), případně takzvaně "na rozpor".

## Vznik
Skalní komíny jsou vytvářeny postupným rozšiřováním vertikálních puklin ve skalním masívu v důsledku eroze hornin. U tzv. krasových komínů, které se vyskytují zpravidla ve stropech jeskyní, je jejich vznik odlišný - k vytváření těchto svislých dutin dochází ve směru zdola nahoru oddrolováním a odpadáváním méně odolných částí hornin. V případě, že tyto krasové komíny vyústí na povrch, jsou pojmenovány jako krasové studny, je-li jejich ústí zakryto závalem na dně závrtu, jsou označovány jako závrtové komíny. Zatímco výška skalních komínů bývá nejčastěji mezi čtyřmi až deseti metry a větší se vyskytuje jen výjimečně, výška krasových komínů může dosahovat až několik set metrů a jejich šířka bývá od několika centimetrů až po několik metrů.

## Výskyt
Skalní komíny se vyskytují nejčastěji při okraji sedimentárních tabulí v důsledku tzv. odsedání skal, na základě kterého se v horninách vytvářejí pukliny a trhliny. Nacházejí se ve všech horských a velehorských oblastech světa a také v oblastech skalních měst a dalších lokalit, tvořených kvádrovými pískovci, vápencem, dolomity a slepenci. Skalní komíny se mohou tvořit také zvětšováním mrazových trhlin v žulových horninách.

## Fotogalerie

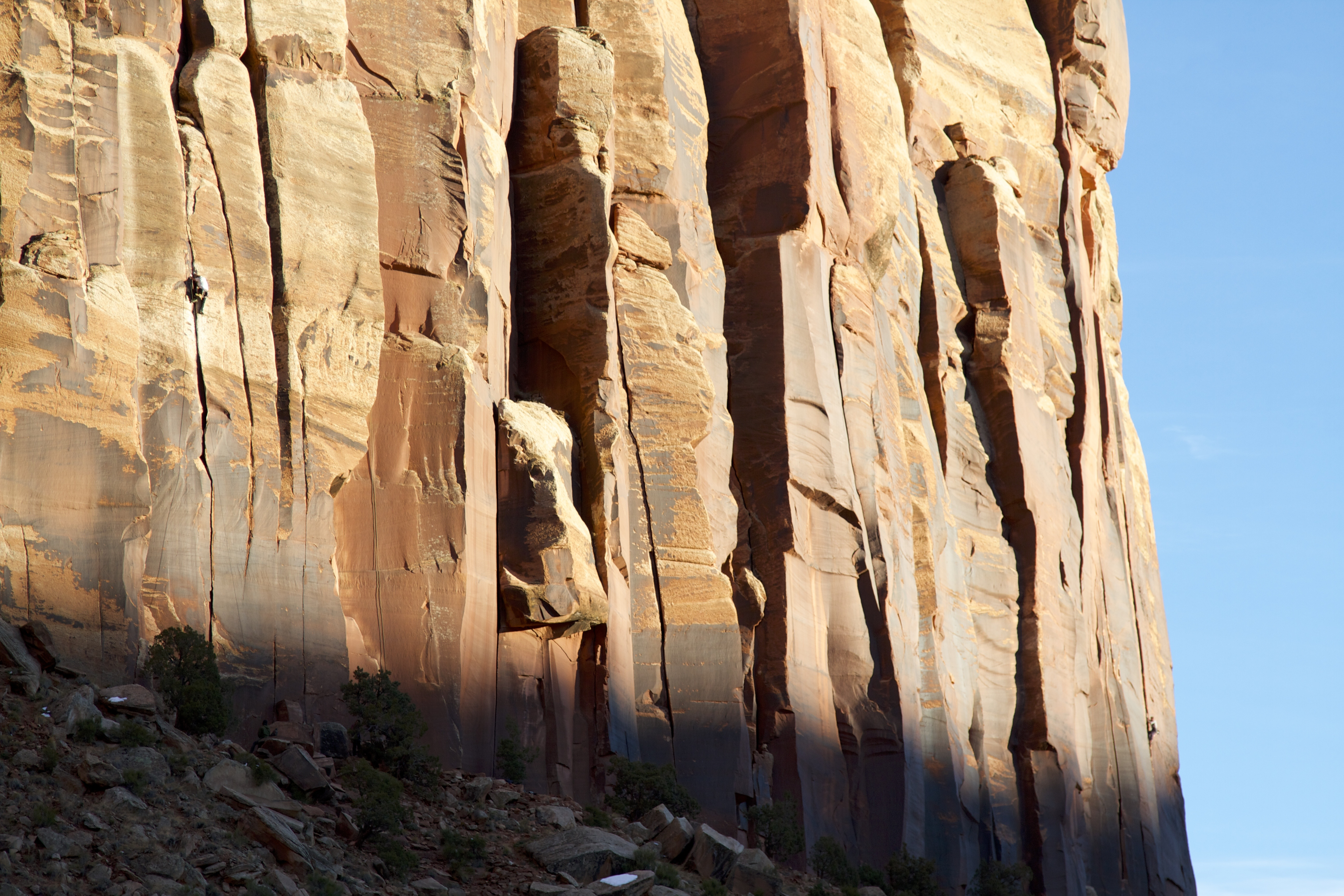
Pukliny a komíny ve skalní oblasti Indian Creek (Utah, USA)
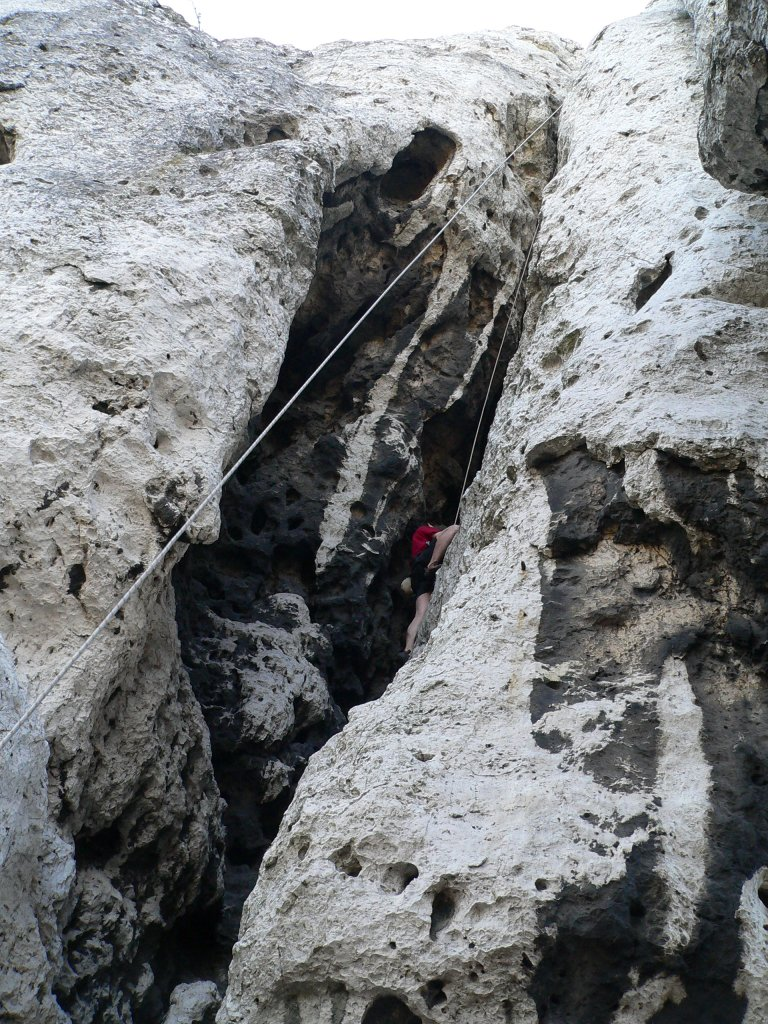
Skalní komín v masívu kopce Birów (Ogrodzieniec, Polsko)
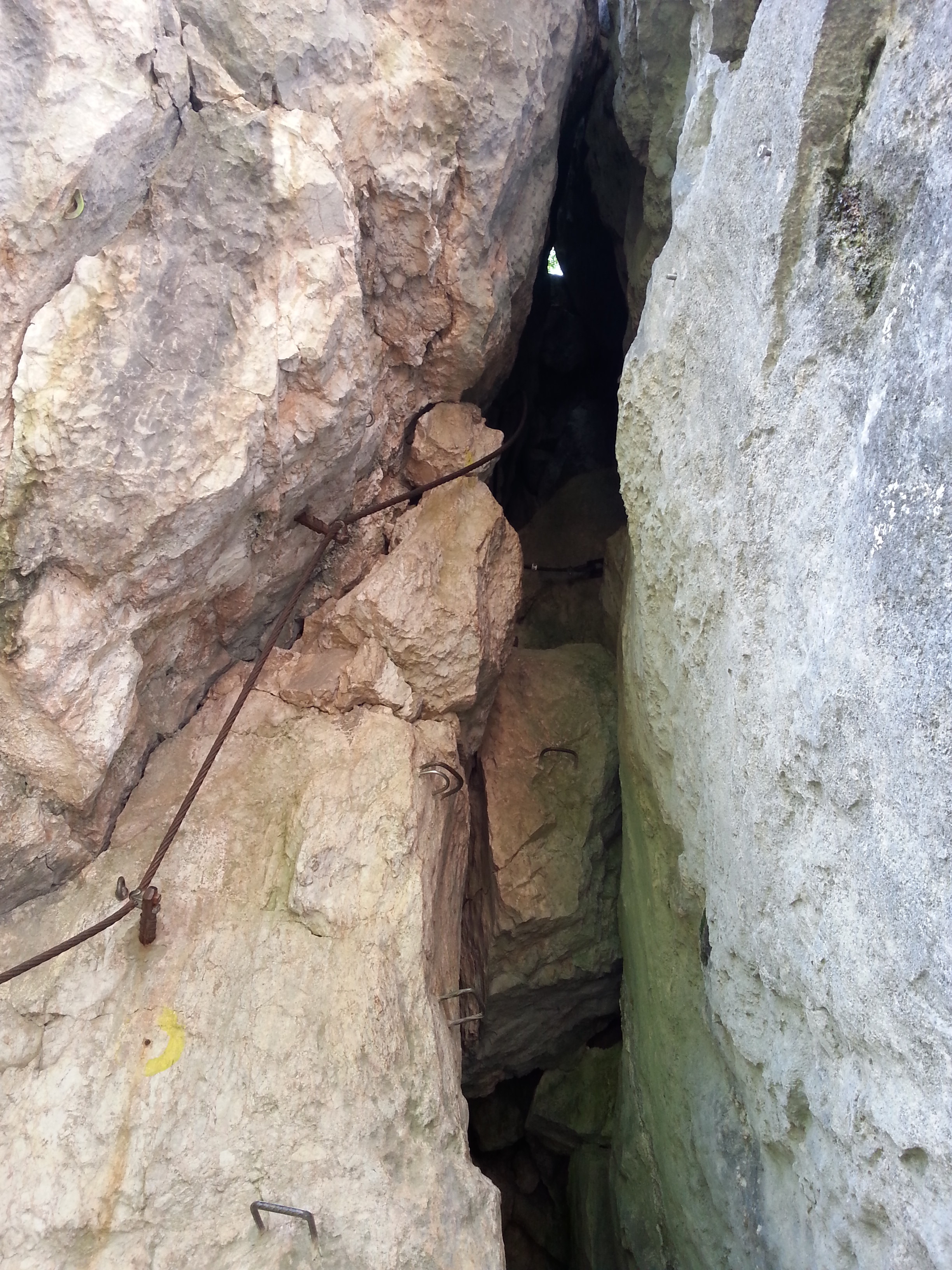
Via ferrata Kanzianiberg, Korutany, Rakousko
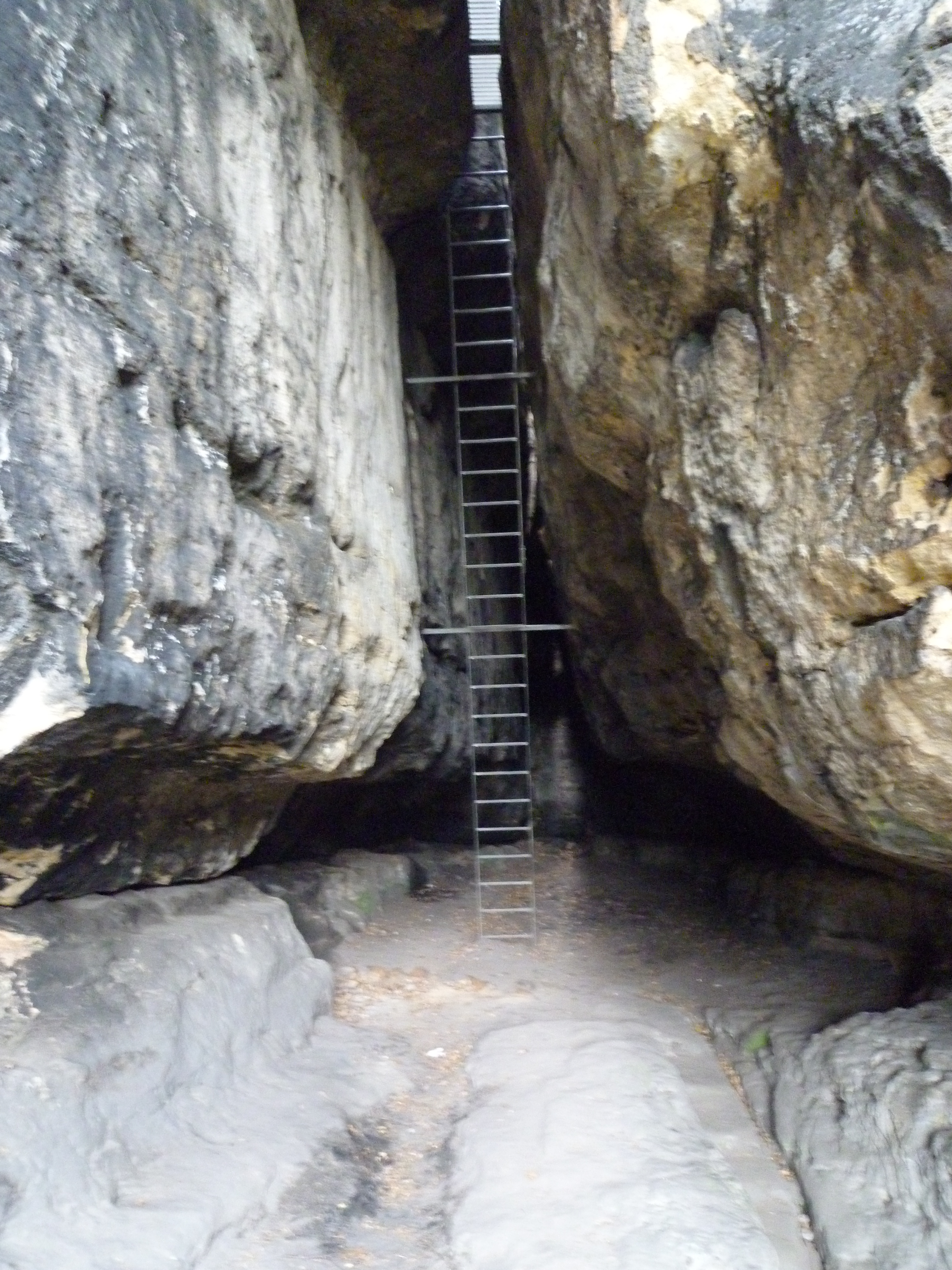
Výstup na vrchol Wintersteinu v Saském Śvýcarsku
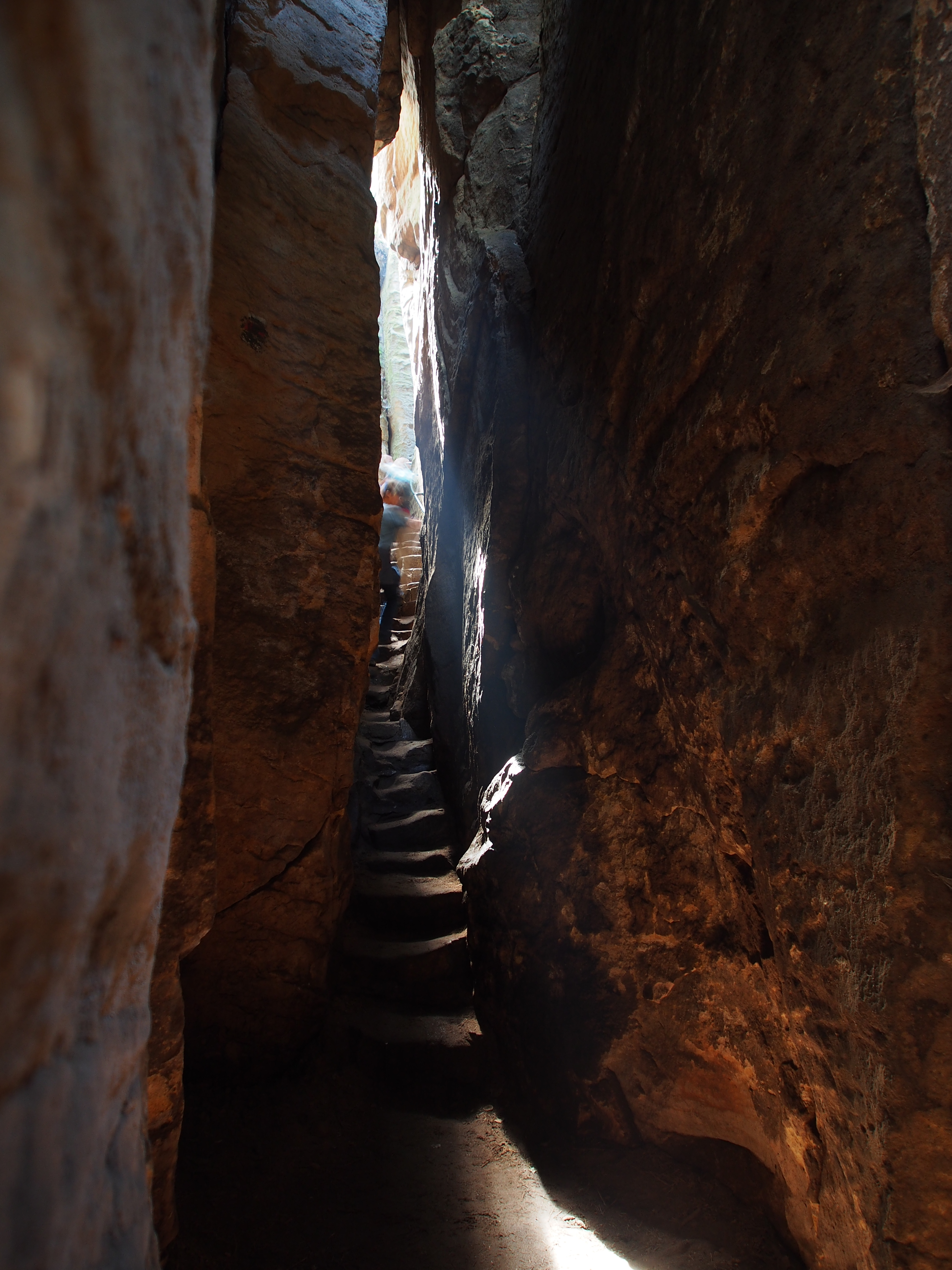
Prachovské skály, okres Jičín
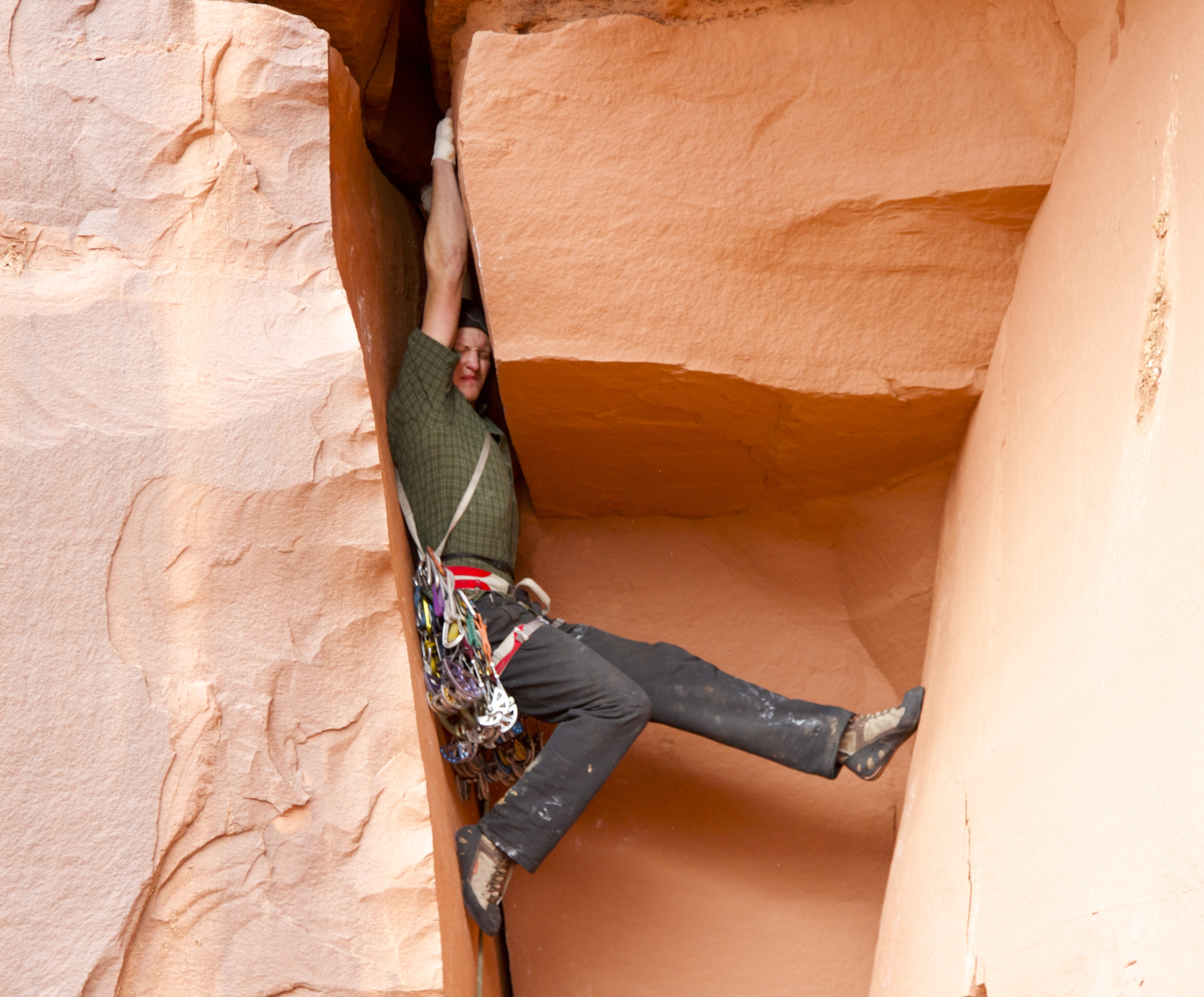
Výstup skalním komínem v Canyonlands u města Moab (Utah)